# Zlatko Celent
Zlatko Celent (20. juli 1952 - 25. februar 1992) var en kroatisk roer fra Split.
Celent var en del af den jugoslaviske toer med styrmand, der vandt bronze ved OL 1980 i Moskva. Bådens øvrige besætning var Duško Mrduljaš og styrmand Josip Reić. I finalen blev jugoslavernes båd besejret af Østtyskland, der vandt guld, og af Sovjetunionen, der fik sølv. Han deltog også ved OL 1976 i Montreal, OL 1984 i Los Angeles og OL 1988 i Seoul.

## OL-medaljer
- 1980:  Bronze i toer med styrmand